# Mortiers (Aisne)
Mortiers ist eine französische Gemeinde mit 184 Einwohnern (Stand: 1. Januar 2022) im Département Aisne in der Region Hauts-de-France. Sie gehört zum Arrondissement Laon und zum Kanton Marle.

## Lage
Die Gemeinde Mortiers liegt an der Serre, neun Kilometer nördlich von Laon. Im Süden reicht das Gemeindegebiet bis an den Fluss Souche.Nachbargemeinden von Mortiers sind Bois-lès-Pargny im Norden, Dercy im Osten, Barenton-sur-Serre im Südosten, Chalandry im Südwesten und Crécy-sur-Serre im Westen.

## Bevölkerungsentwicklung
| Jahr                       | 1962 | 1968 | 1975 | 1982 | 1990 | 1999 | 2011 | 2022 |
| -------------------------- | ---- | ---- | ---- | ---- | ---- | ---- | ---- | ---- |
| Einwohner                  | 289  | 246  | 229  | 199  | 207  | 213  | 203  | 184  |
| Quellen: Cassini und INSEE |      |      |      |      |      |      |      |      |

## Sehenswürdigkeiten
- romanische Kirche Saint-Jean-Baptiste

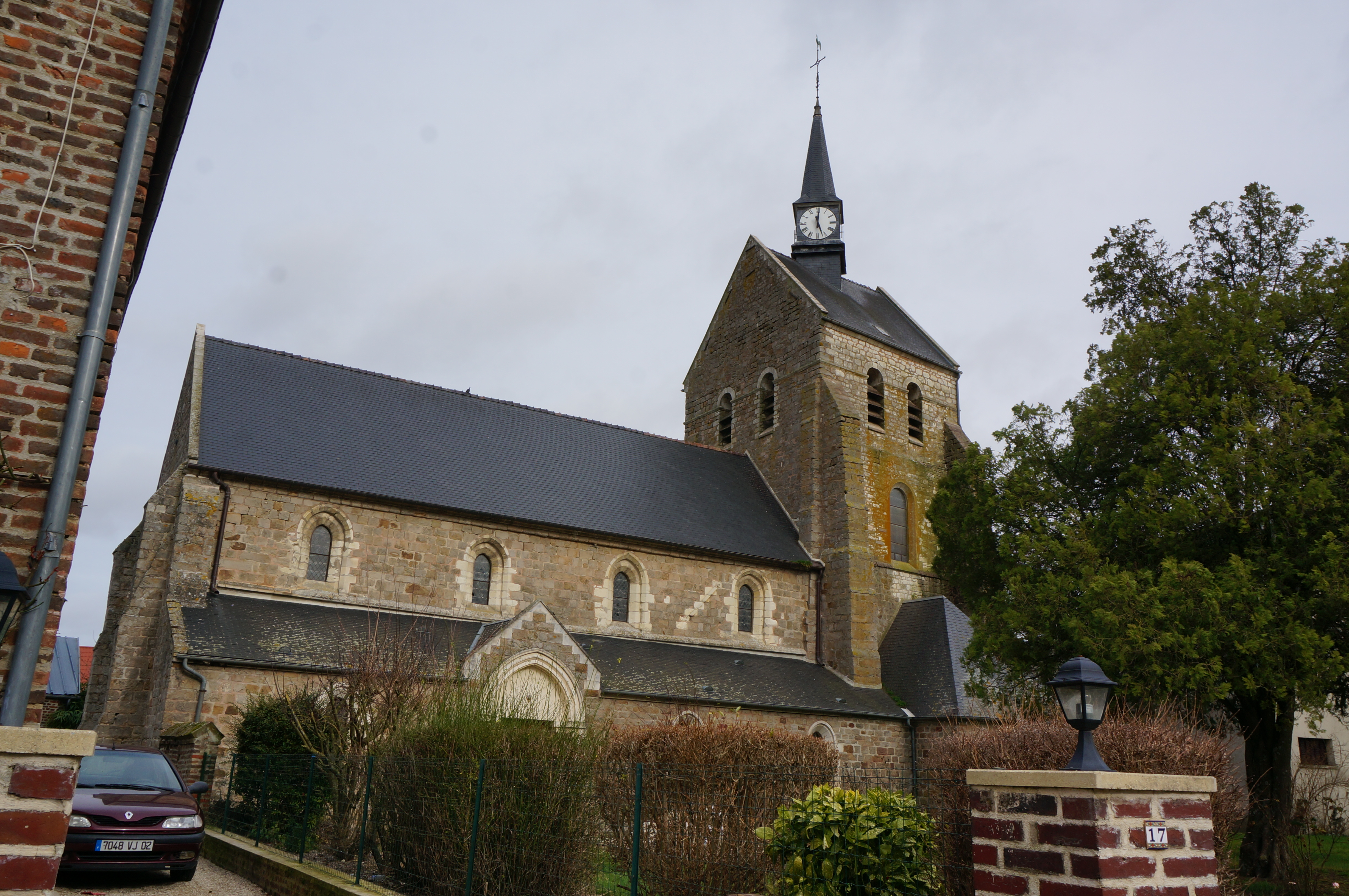
Kirche Saint-Jean-Baptiste
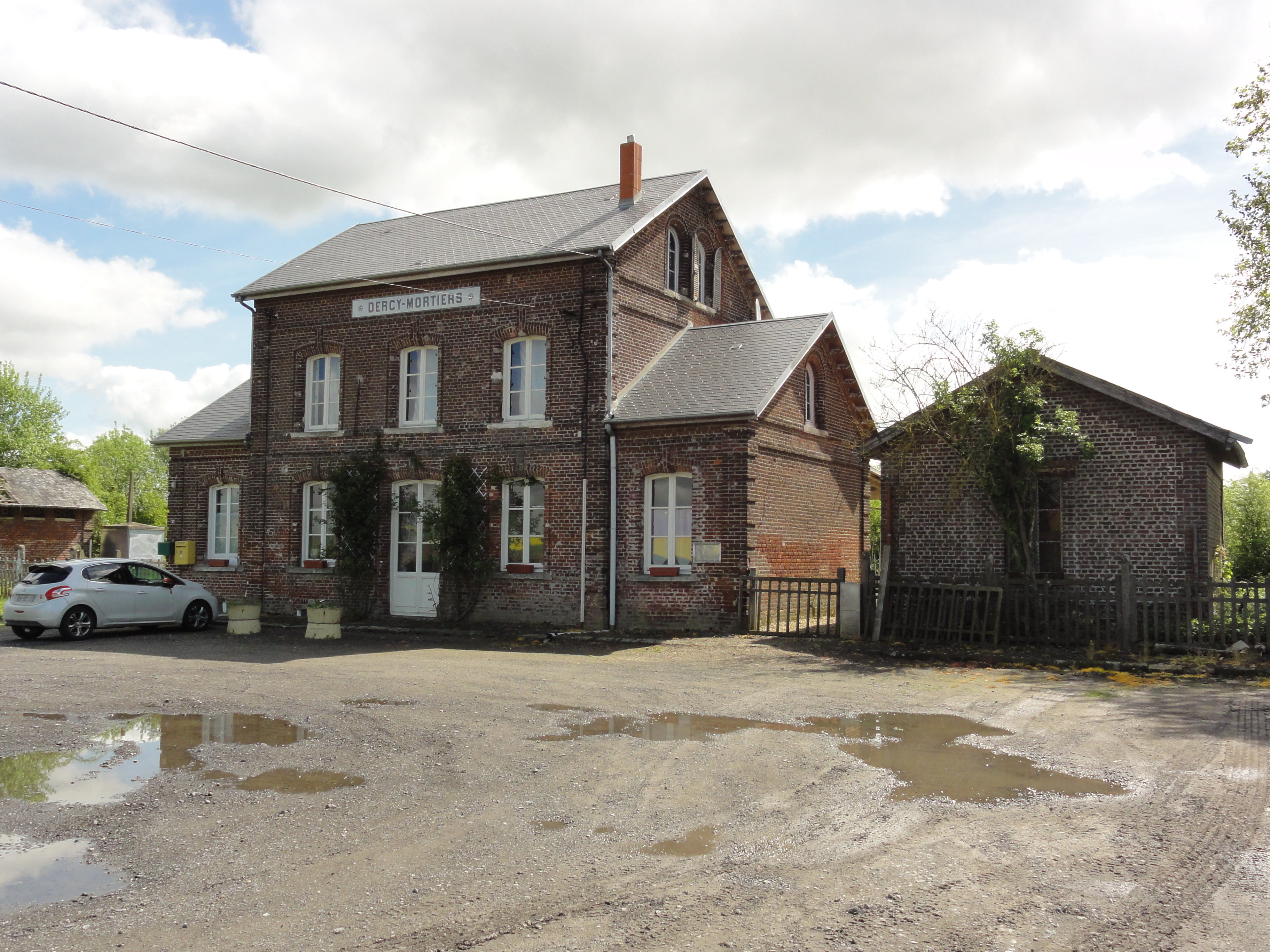
Bahnhof Dercy–Mortiers
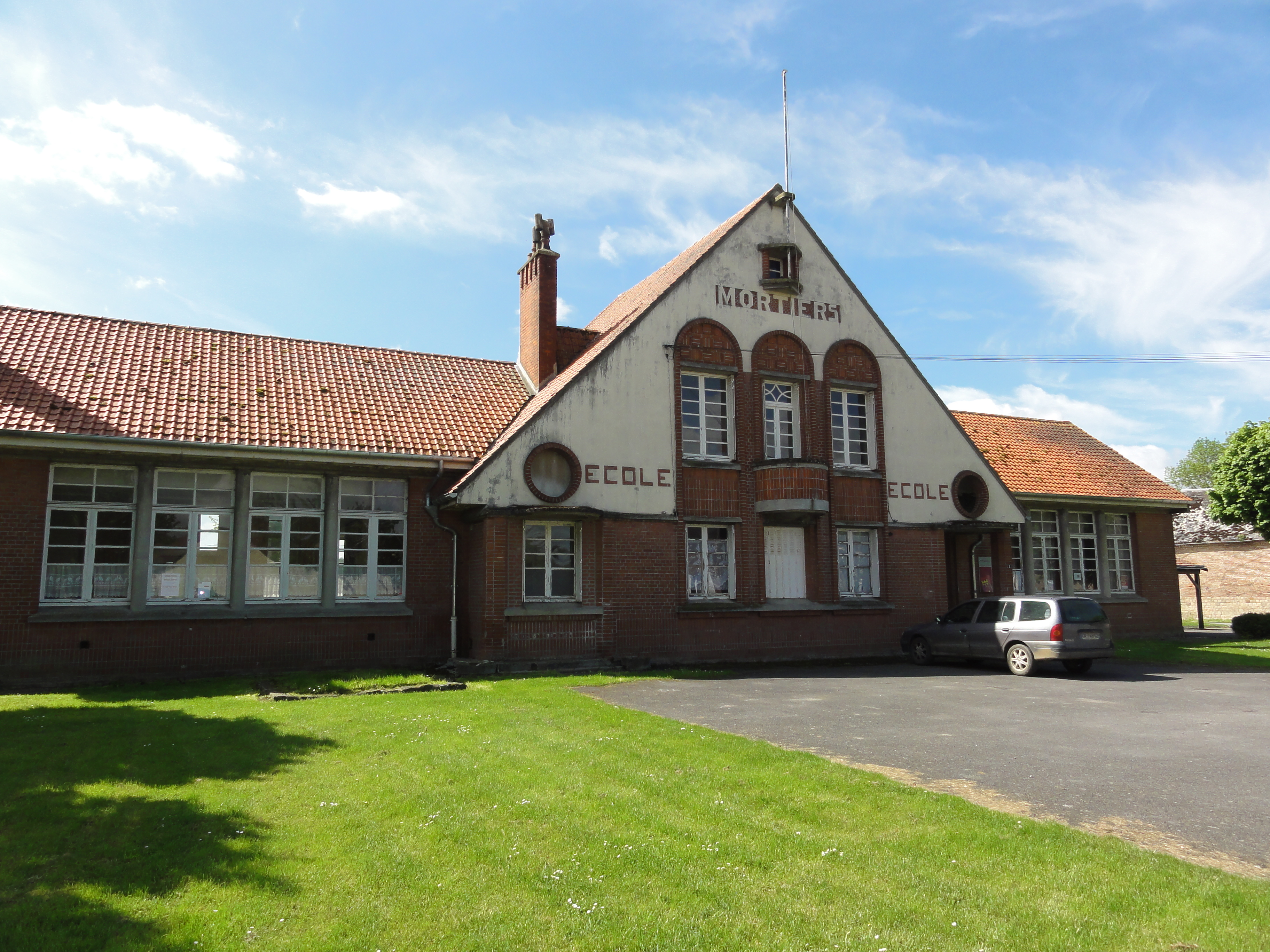
Mairie Mortiers
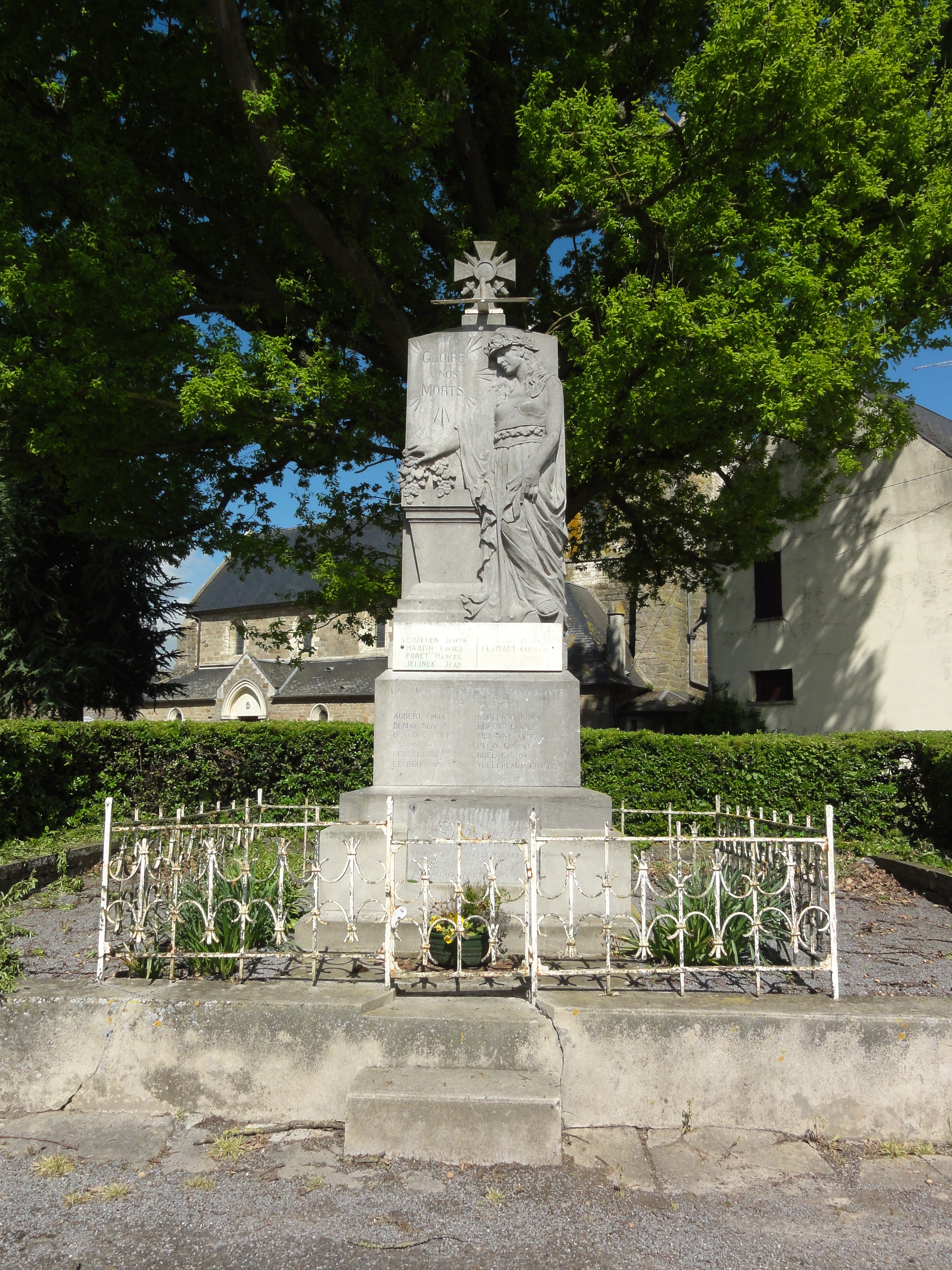
Gefallenendenkmal